# Scolops snowi
Scolops snowi är en insektsart som beskrevs av Breakey 1929. Scolops snowi ingår i släktet Scolops och familjen Dictyopharidae. Inga underarter finns listade i Catalogue of Life.